# Sergio Corona
Sergio Corona (Pachuca, 7 de outubro de 1928) é um ator e comediante mexicano.

## Filmografia
- Como dice el dicho - Don Tomás Leon
- Mujeres asesinas (2010) - Hilario
- Hasta que el dinero nos separe (2009-2010) - Jorge Álvarez del Castillo
- La fea más bella (2006-2007) - Lic. Sánchez
- La casa de la risa (2004-2005) - Otero
- Club eutanasia (2004) - Paco
- De pocas, pocas pulgas (2003) - Benito
- El derecho de nacer (2001) - Manuel Puk
- Diseñador de ambos sexos
- Cuento de navidad (1999-2000)
- Infierno en el Paraíso (1999) - Padre Juan
- Vivo por Elena (1998) - Don Fermín
- De mi barrio con amor (1997)
- Pobre niña rica (1995-1996) - Don Miguel
- Licence to Kill (1989)
- Las Esclavas (1987)
- El Misterio de la casa abandonada (1987) - Mesero
- Cinco nacos asaltan Las Vegas (1987)
- Memorias y olvidos (1986) - Hortensio Veló
- Toda una vida (1981) - Pedro de Montejo
- ¡Pum! (1979)
- Hogar, dulce hogar (1974-1982)
- Vacaciones misteriosas (1977)
- Una plegaria en el camino (1969)
- ¿Cómo seducir a una mujer? (1967)
- Lola de mi vida (1965)
- Buenas noches, año nuevo (1964)
- La terraza (1963) - Tenente
- Tres tristes tigres aka Three Sad Tigers (1961)
- Los Pistolocos (1960)
- Música en la noche (1958)
- Viaje a la luna (1958)
- Cien muchachas (1957)
- Las locuras del rock 'n roll (1957)
- Caras nuevas (1956)
- El Casto Susano (1954)
- Miradas que matan(1954)
- Nunca es tarde para amar (1953)
- La diosa de Tahiti (1953) - Hortensio Martinez
- El grito de la carne (1951)
- Curvas peligrosas (1950)

## Prêmios e indicações
| Ano  | Título            | Categoria                   | Indicação              | Resultado |
| ---- | ----------------- | --------------------------- | ---------------------- | --------- |
| 2003 | Prêmio TVyNovelas | Melhor ator co-protagonista | De pocas, pocas pulgas | Indicado  |